# Потапов (Волгодонской район)
Пота́пов — хутор в Волгодонском районе Ростовской области.
Административный центр Потаповского сельского поселения.

## География
Хутор находится на берегу реки Солоная, к северу от Донского магистрального канала, на расстоянии 9 км к юго-западу от станицы Романовская, административного центра района.

## История
Основан в 1840 году. В 1872 году Новый Хутор переименован в Потапов. Своё название получил после визита на хутор генерал-адъютанта Александра Львовича Потапова. В административном отношении входил в состав Первого Донского округа области Войска Донского.

## Население
| 1989 | 2002  | 2010  |
| ---- | ----- | ----- |
| 2154 | ↗2910 | ↗3008 |

## Улицы
| - ул. 40 лет Победы, - ул. 50 лет Победы, - пер. Берёзовый, - ул. Гагарина, - пер. Донской, - пер. Коммунальный, - ул. Комсомольская, | - пер. Кооперативный, - пер. Красноармейский, - пер. Матросова, - пер. Мичурина, - ул. Набережная, - ул. Ольгинская, - пер. Пионерский, | - ул. Пушкина, - ул. Речная, - ул. Садовая, - пер. Степной, - пер. Театральный, - пер. Чехова, - ул. Юбилейная. |

## Транспорт
К югу от хутора проходит автодорога Ростов-на-Дону — Волгодонск. Ближайшая железнодорожная станция Волгодонская находится на расстоянии 17 км к востоку от хутора.